# Fatafehi 'Alaivahamama'o Tuku'aho
Fatafehi 'Alaivahamama'o Tuku'aho (Nukualofa, Tonga, 17 de diciembre de 1954 - Ib. 17 de febrero de 2004) fue un noble tongano, tercer hijo del rey Taufa'ahau Tupou IV y de su consorte, la reina Halaevalu Mataʻaho ʻAhomeʻe.

## Biografía
Fatafehi 'Alaivahamama'o Tuku'aho nació en el Palacio Real de Tonga, el 17 de diciembre de 1954.
Realizó sus estudios en el Tupou College de Nukualofa. Para después trasladarse al Reino Unido, para primero estudiar en Leys College de Cambridge, y luego en la Royal Navy Academy de Dartmouth, de la cual se graduó en 1975. El 27 de septiembre de 1979 su padre le otorgó el título de Ma'atu de Niuafo'ou y Niuatoputapu. El 21 de julio de 1980 contrajo matrimonio, sin el permiso de su padre, con Heimataura Anderson, hija de un millonario hawaiano. Ma'atu perdió su título real e imposibilitó a sus herederos de estar en la línea de sucesión. El 19 de septiembre de 1985, tras morir su esposa, regresó a Tonga. En 1989 contrajo nupcias con Alaile'ula Poutasi, nieta de Malietoa Tanumafili II, O le Ao o le Malo de Samoa. Pudo conservar el título de Lord Māʻatu. 
Desde finales de 1990 ocupó uno de los escaños de la Asamblea Legislativa reservados para Representantes Nobles. 
Falleció en el Hospital Vaiola, el 14 de febrero de 2004 debido a una insuficiencia cardíaca. Sus restos yacen en el cementerio real de Mala'ekula.

## Matrimonios y descendencia
Con su segunda esposa tuvo cuatro hijos, de los cuales ninguno está en la línea de sucesión al trono. 

- Hon. Sitiveni 'Alaivahamama'o Polule'ulingana Tanusia-ma-Tonga (Tuku'aho), nacido el 25 de junio de 1990 y reconocido como el sucesor de su padre e investido con el título de Lord Tungi de Fua'amotu, Tatakamotonga y Navutoka;
- Hon. Salote Maumautaimi Haim Hadessah Ber Yardena 'Alanuanua Tuku'aho, nacida el 14 de noviembre de 1991 ;
- Hon. Fatafehi Sione Ikamafana Ta'anekinga 'o Tonga Tuita, nacido el 10 de febrero de 1994.
- Hon. 'Etani Ha'amea Tupoulahi Tu'uakitau Ui Tu'alangi Tuku'aho, nacido el 10 de enero de 1995.

## Honores[2]

### Nacionales
- Medalla Conmemorativa del Jubileo de Tupou IV (04/07/1992).